# Багман Кіаростамі
Багман Кіаростамі (перс. بهمن کیارستمی; народ. 11 серпня 1978) — іранський кінорежисер, кінооператор, продюсер і перекладач, син відомого режисера Аббаса Кіаростамі.

## Фільмографія
- 2010 — «Завірена копія» (фр. Copie conforme) — монтаж
- 1997 — англ. Journey to the Land of the Traveller (перс. سفری به دیار مسافر) — режисер